# 戴維斯壩

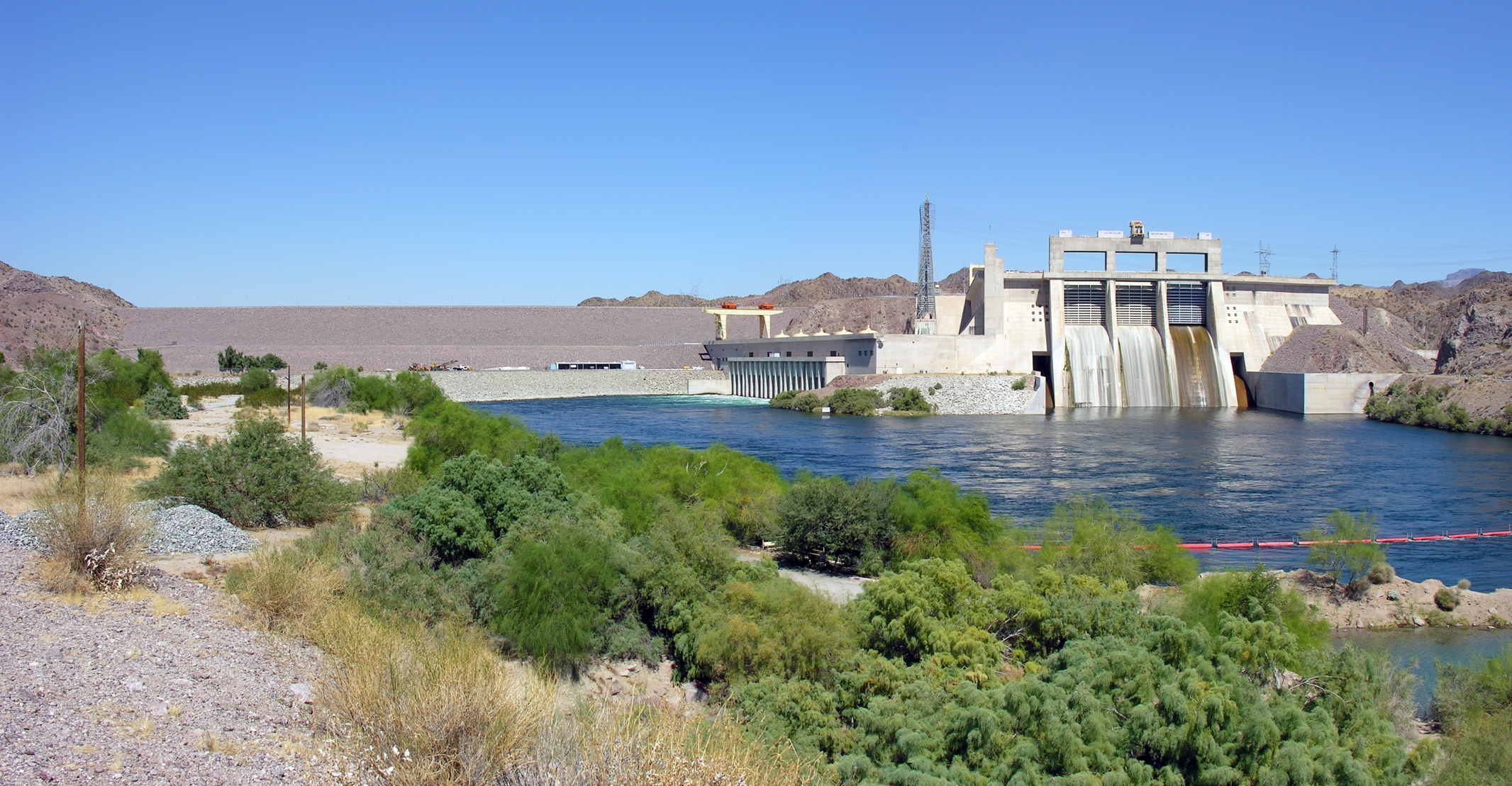
戴维斯坝，拍摄于2006年

戴維斯壩（英語：Davis Dam）是科羅拉多河上的一座水壩，位於胡佛水壩下游約70英里（110公里）處。戴維斯壩橫跨亞利桑那州和內華達州之邊界。戴維斯壩原名布爾海德壩，後來以阿瑟·鮑威爾·戴維斯的名字重新命名，阿瑟·鮑威爾·戴維斯於1914年至1923年擔任美國墾務局局長。美國墾務局擁有並運營戴維斯壩，戴維斯壩於1951年竣工。